# Aéroport North Bay-Jack Garland
L'aéroport North Bay-Jack Garland  est un aéroport situé en Ontario, au Canada. L’aéroport est notamment desservi par la compagnie Air Canada Express.

## Compagnies et destinations
| Compagnies         | Destinations                             |
| ------------------ | ---------------------------------------- |
| Air Canada Express | Toronto (Pearson)                        |
| Bearskin Airlines  | Sudbury, Sault-Sainte-Marie, Thunder Bay |

Édité le 22/04/2025